# Jalal Abdullai
Jalal Abdullai, né le 5 janvier 2005 au Ghana, est un footballeur ghanéen. Il évolue au poste d'avant-centre au Molde FK, en prêt de l'IF Elfsborg.

## Biographie

### En club
Né au Ghana, Jalal Abdullai est formé par le club local de l'Inter Allies. Le 5 juillet 2023 il rejoint la Suède afin de s'engager en faveur de l'IF Elfsborg.
Il joue son premier match dans l'Allsvenskan, l'élite du football suédois, le 9 juillet 2023, face au Kalmar FF. Il entre en jeu et son équipe s'impose (0-4 score final).
Le 15 mai 2024, Abdullai réalise son premier doublé pour Elfsborg, lors d'une rencontre de championnat face à l'AIK Solna. Titulaire, il marque ses deux buts en l'espace de 20 minutes, et participe à la victoire de son équipe par six buts à un. Abdullai découvre également la coupe d'Europe avec Elfsborg, faisant sa première apparition le 18 juillet 2024 contre le Paphos FC, à l'occasion d'un match qualificatif pour la phase de groupe de la Ligue Europa 2024-2025. Il entre en jeu et marque également son premier but, participant à la victoire des siens (2-5 score final) Le 21 juillet 2024, lors d'une rencontre de championnat face au Mjällby AIF, Abdullai se fait remarquer en ouvrant le score au bout de 22 secondes de jeu. Il est ensuite auteur de son deuxième but de la partie, juste avant la mi-temps, et contribue ainsi à la victoire de son équipe par trois buts à un,.
Le 2 septembre 2024, Abdullai signe un nouveau contrat avec l'IF Elfsborg, étant désormais lié au club jusqu'en décembre 2028,.
Le 26 mars 2025, Jalal Abdullai rejoint le Molde FK sous la forme d'un prêt d'une saison. Le club dispose d'une option d'achat sur le joueur,.